# محمية سالوجا وغزال

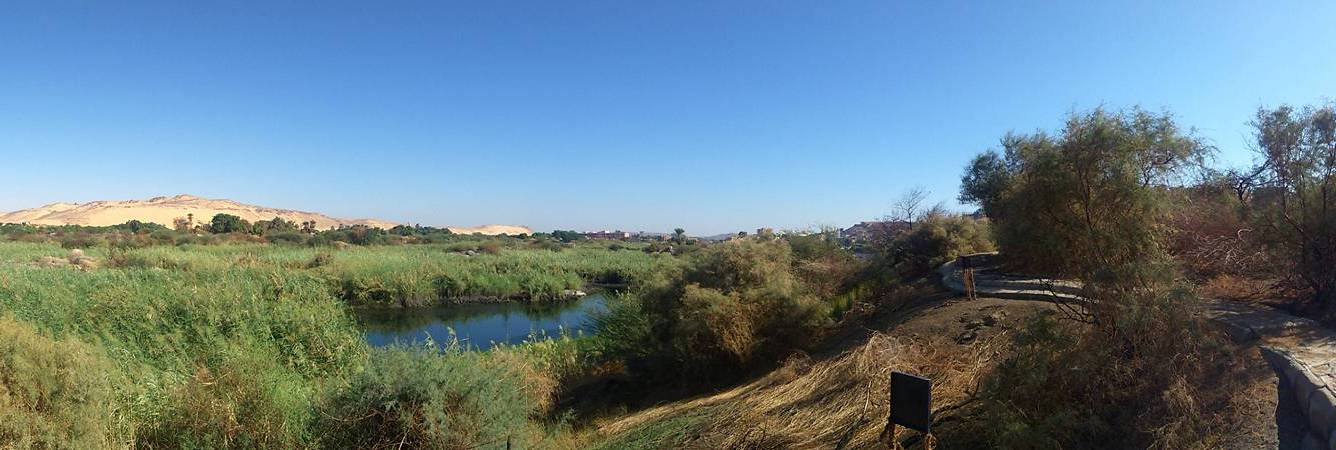
جزء من محمية سالوجا وغزال

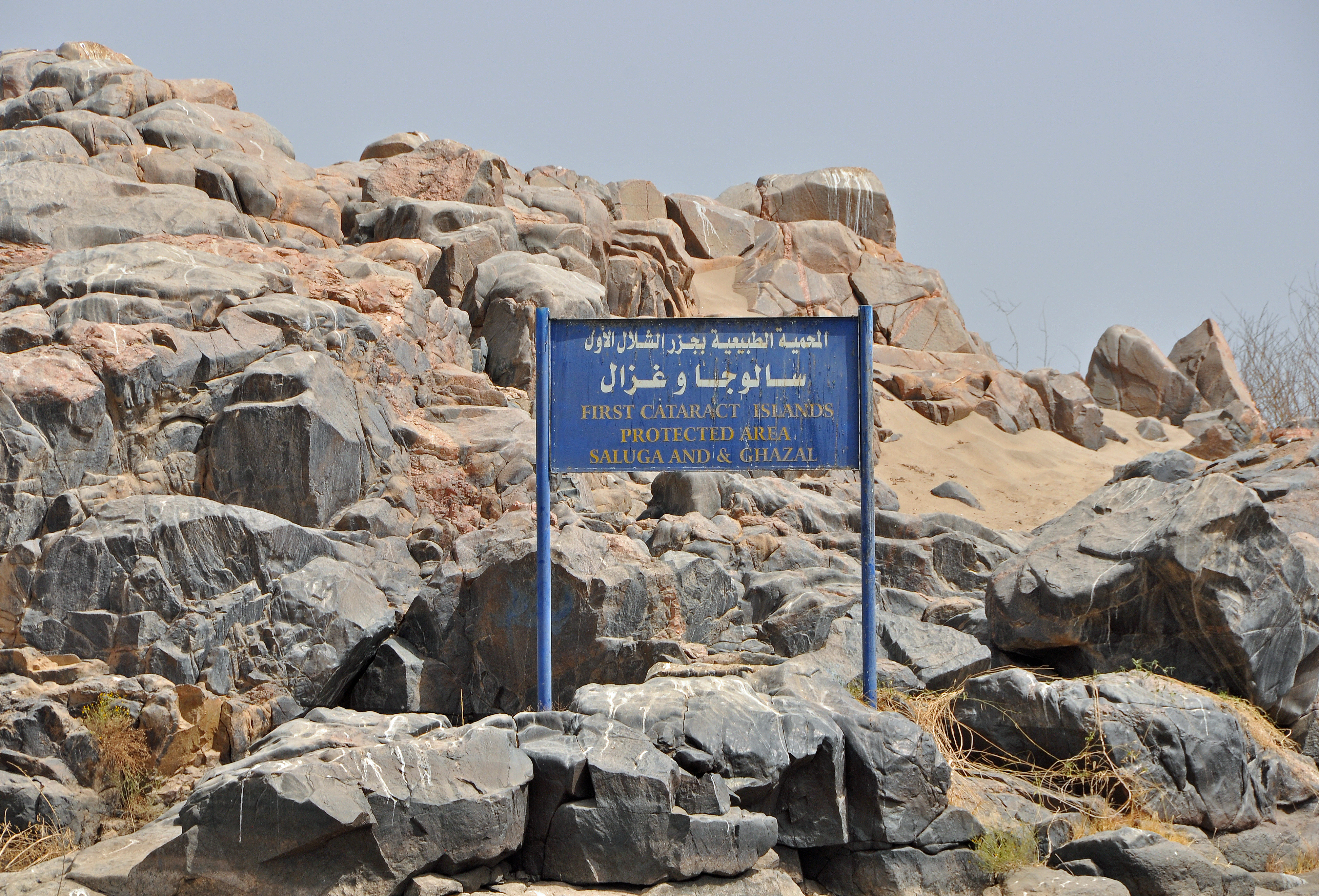

محمية سالوجا وغزال هي إحدي المحميات الطبيعية في جنوب مصر وتعتبر اصغرها حيث لا تتعدى مساحتها نصف كيلو متر عبارة عن مجموعة جزر في نهر النيل.

## المكان
تقع المحمية في محافظة أسوان وبالتحديد عند الشلال الأول علي بعد حوالي 3 كم شمال خزان أسوان. وجنوبا منها توجد جزيرة سهيل، اما شمالا فتوجد جزر أسبونارتي وأمون والحديقة النباتية.

## أصل التسمية
الاسم مأخوذ من أهم جزيرتين في المحمية. جزيرة سالوجا وتعني (الشلال) باللغة النوبية، بينما يبدو أن اسم جزيرة غزال يشير إلى أحد النباتات القديمة التي كانت تنمو علي هذه الجزر وليس الحيوان المعروف

## التاريخ
أعلنت المنطقة محمية طبيعية بقرار من السيد رئيس مجلس وزراء مصر عام 1986. بهدف الحفاظ على التنوع البيولوجي للحيوانات والنباتات والثدييات المهددة بالانقراض.

## البيئة
يوجد في المحمية تنوع من الكائنات الحية من المملكتين الحيوانية والنباتية رغم صغر حجم المحمية ووجودها في وسط النيل.
من أشهر الحيوانات الموجودة في المحمية الجمال، والماعز، والحمار البري، والضباع، والثعلب الأحمر (الثعلب المصري) والذي على الرغم من انه لا يعيش أساساً في جزر المحمية ولكنه يعيش في الضفة الغربية للنيل ويعبر النهر سباحة ليبني جحراً على جزر المحمية.
يعيش بالمحمية أيضاً ستون نوعاً من الطيور المقيمة والمهاجرة وبعضها مهدد بالانقراض من أشهر هذه الطيور النادرة “أبو منجل الأسود” الذي اتخذ رمزاً للمحمية، والواق، والأوز المصري، والهدهد، والعقاب النسارية، ودجاجة الماء الأرجوانية، والوروار، وعصفور الجنة، والبلبل وغيرها.
الحياة النباتية في المحمية أكثر تنوعاً ووضوحاً حيث يوجد أكثر من 90 نوعاً مختلفاً من النباتات وبعض هذه النباتات خاص بجزر النيل لا ينبت خارجها. أشهر أشجار المحمية هي السنط (الطلح)الذي يوجد منه بالمحمية خمسة أنواع، واللويث، والطرفة، والهجليج، والكلخ، والحنظل، والسينامكي، والسواك (الأراك)، والحرجل.
تتميز المحمية بمناظر طبيعية خلابة تجمع ما بين الغطاء النباتي الهادئ غالباً والمسطح المائي لنهر النيل مما جعل منها مزارا سياحيا مهما.

## الأحداث
في 9 مارس 2022، شب حريق هائل بمحمية سالوجا وغزال وسط نهر النيل بمدينة أسوان، الحريق التهم مجموعة كبيرة من الأشجار النادرة.